# Theodorus de Smeth (1710-1772)
Theodorus de Smeth (Amsterdam, 27 april 1710 - aldaar, 17 november 1772) was een telg uit een voornaam Amsterdams koopmansgeslacht. Hij was een zoon van Pieter de Smeth en diens tweede vrouw Helena Geertruij Colonius.

## Beroepen en functies

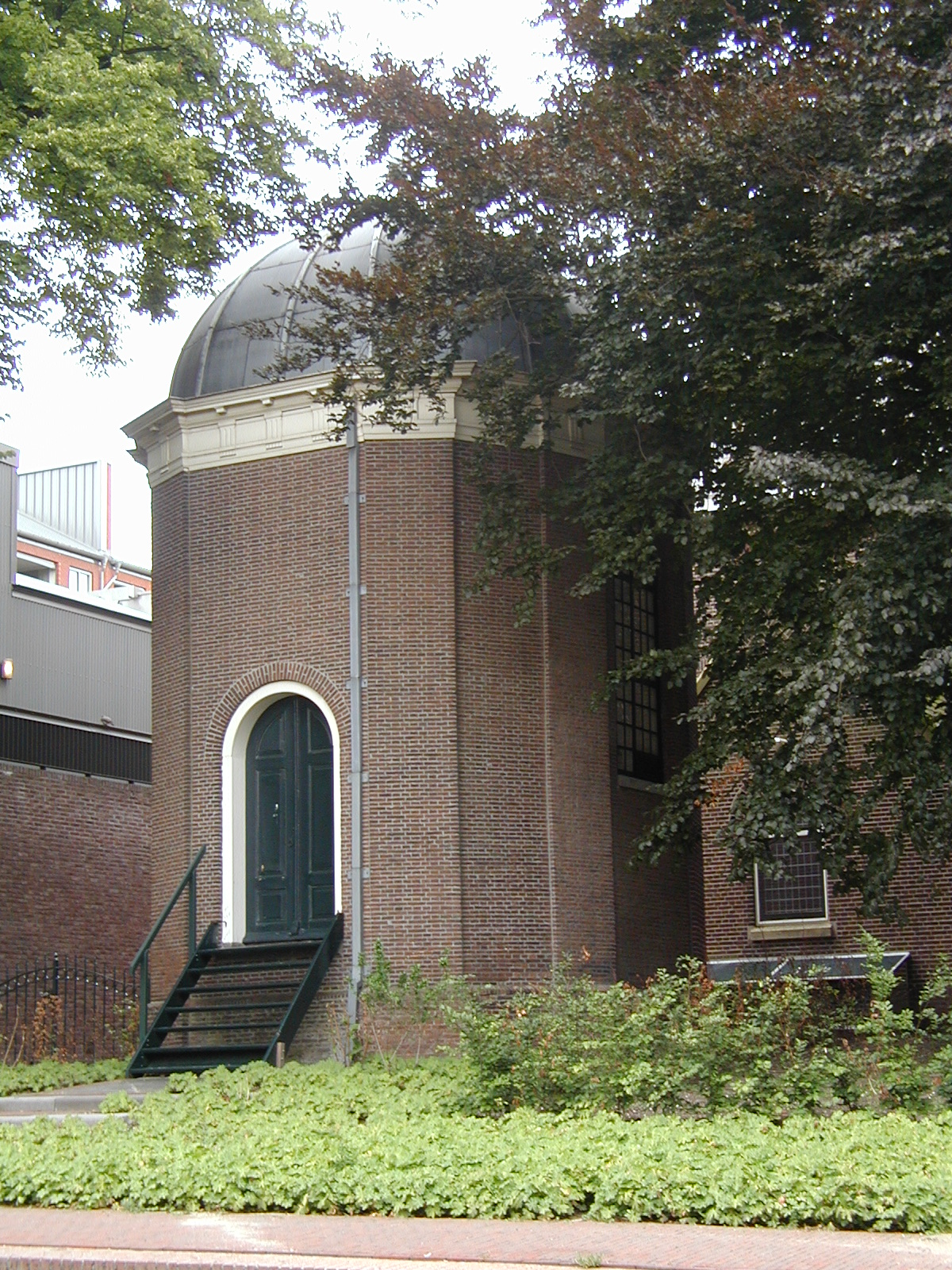
Grafkapel van de familie De Smeth te Alphen aan den Rijn, gebouwd in 1773. Theodorus was de eerste die erin werd bijgezet.

Hij was koopman en bankier, onder meer voor de Firma Raymond en Theodoor de Smeth en Co., en voor het Russische Hof onder tsarina Catharina de Grote. Door haar werd hij dan ook postuum in 1772 tot Russisch Rijksbaron benoemd. Theodorus' invloed reikte ook tot in de Verenigde Staten; daar financierde hij bepaalde grondaankopen en werd samen met zijn broer Raymond in 1807 geëerd met de naam Smethport voor de zetel van het bestuur van McKean County, een onderdeel van de staat Pennsylvania. In 1742 was hij schepen van Amsterdam en kapitein der burgerij, eveneens te Amsterdam.

## Bezittingen
Met het verdiende geld uit zijn bankierswerkzaamheden kocht hij in 1760 de heerlijkheden Deurne en Liessel na de dood van Balthasar Coymans (1699-1759) en in 1766 de ambachtsheerlijkheid Alphen en Rietveld.

## Familie
Theodorus de Smeth was in 1738 gehuwd met Johanna Willemina van Ghesel (ovl. 1747) en in 1749 met Agatha Alewijn (1721-1801). Hij had twee dochters en twee zonen, Pieter en Dirk. Zijn weduwe volgde hem op als vrouwe van Deurne en Liessel en ambachtsvrouwe van Alphen en Rietveld.
- Biografisch Portaal: 73926682
- Gemeinsame Normdatei: 1038689635
- International Standard Name Identifier: 0000 0003 9482 5160
- Nederlandse Thesaurus van Auteursnamen: 07030694X
- RKD-Nederlands Instituut voor Kunstgeschiedenis: 466302
- Virtual International Authority File: 289383307
- WorldCat: E39PBJm4QK8YJcmmRgrvYcVDMP